# Rörlig konst

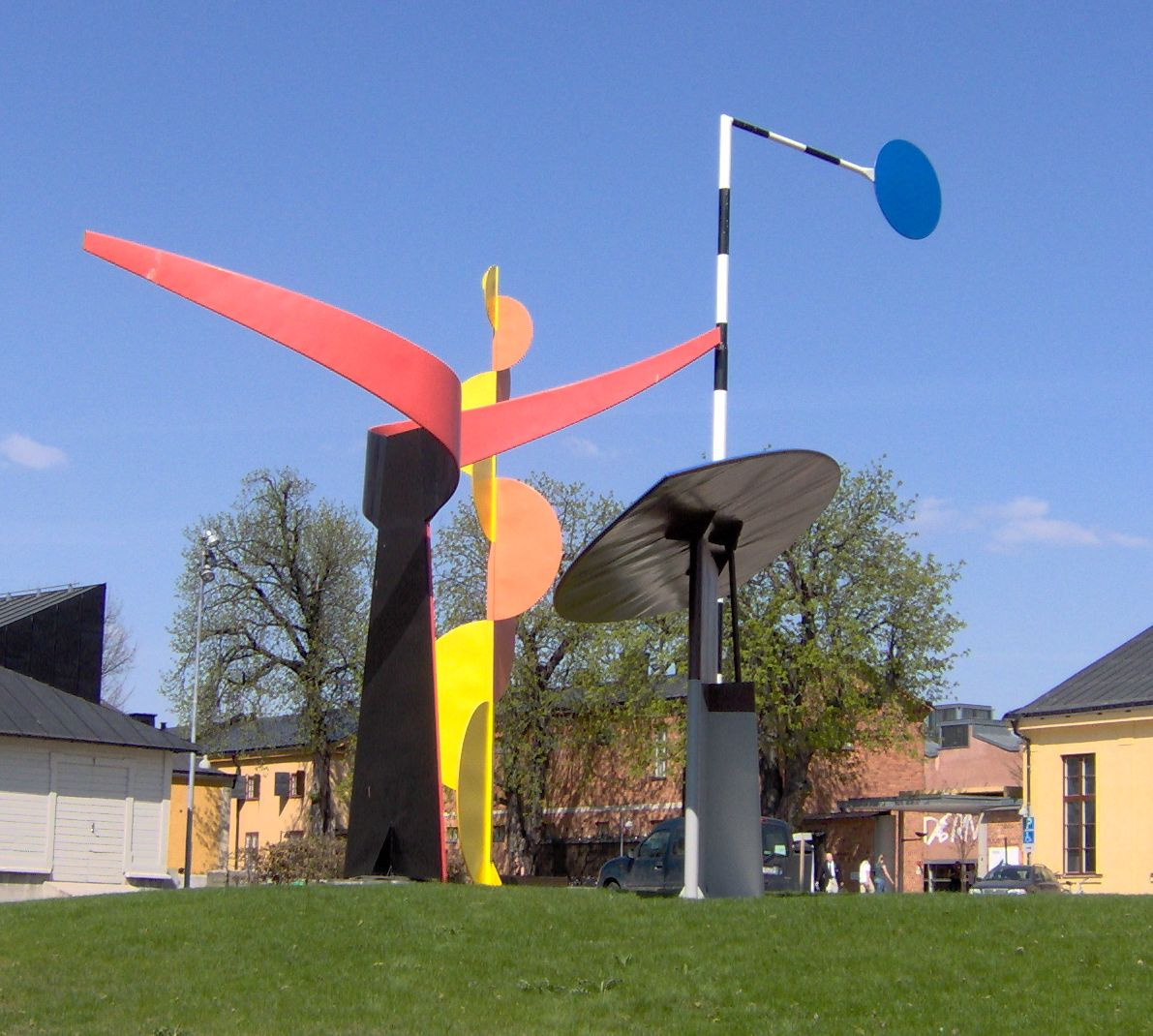
De fyra elementen av Alexander Calder utanför Moderna museet i Stockholm

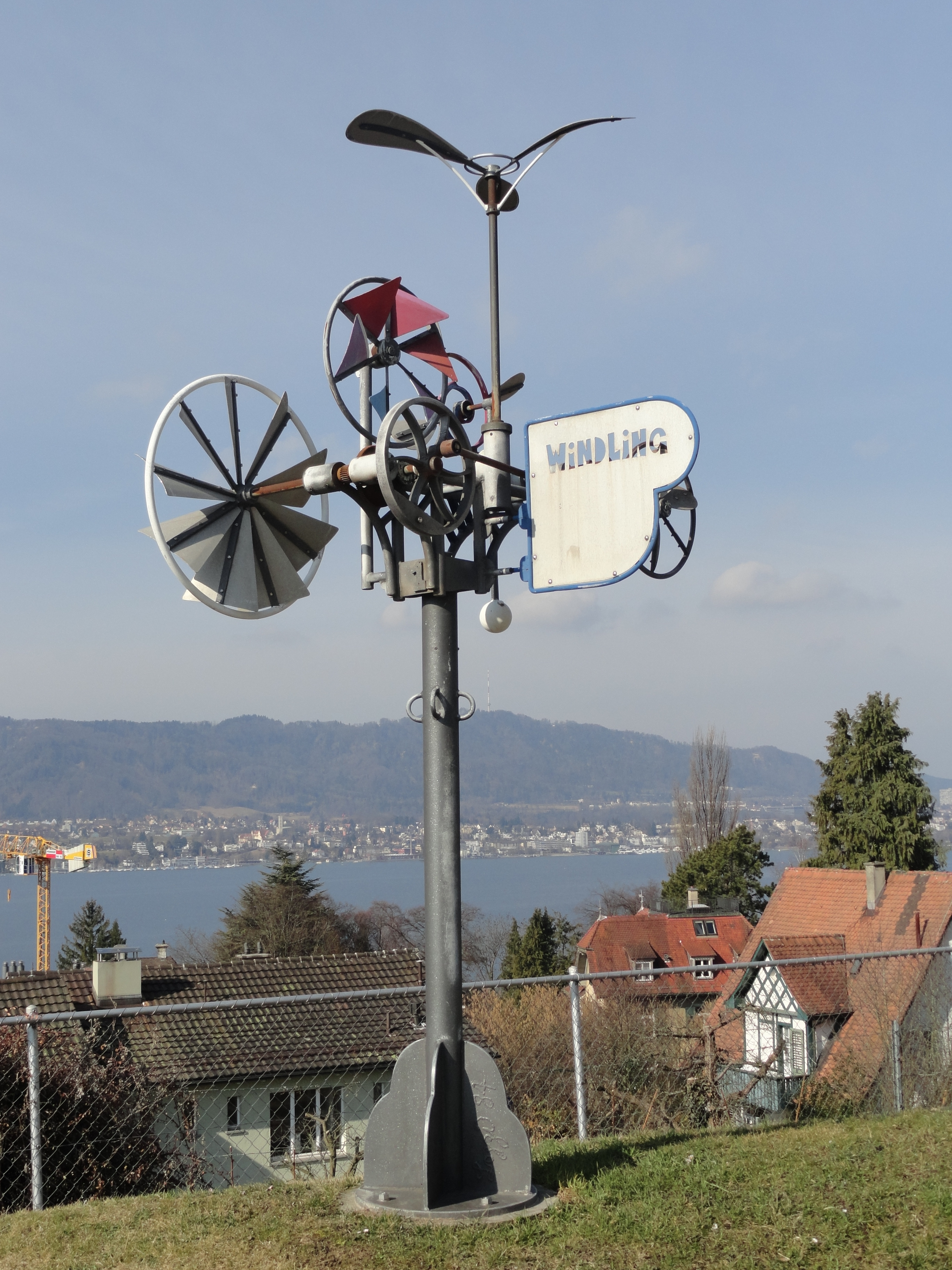
Windling i_Zollikon i Schweiz av Yvan "Lozzi" Pestalozzi

Rörlig konst eller kinetisk konst är konst med fysisk rörelse i konstverket. Som pionjärer för den rörliga konsten 1920 räknas Marcel Duchamp med sina roterande glasplattor och Naum Gabo med sina virtuella skulpturer.

## Konstnärer i urval
- Yaacov Agam
- Pol Bury
- Alexander Calder
- Rebecca Horn
- George Rickey
- Jesús Rafael Soto
- Jean Tinguely